# A Thousand Suns +
«A Thousand Suns+: Live in Madrid» — третій концертний альбом американського ню-метал гурту Linkin Park (раніше виходили Frat Party at the Pankake Festival, The Making of Meteora, Live In Texas, Road to Revolution: Live at Milton Keynes), виданий у 2011 році.

## Про альбом
Запис концерту гурта Linkin Park 7 листопада 2010 року в Мадриді (Іспанія). Цей концерт відбувся в рамках церемонії MTV Europe Music Awards 2010, в якій гурт удостоївся нагород «Найкращий виступ наживо» і «Найкращий концертний гурт». На концерті були присутні понад 60000 чоловік.

## Список композицій
1. «The Requiem»
2. «Wretches and Kings»
3. «Papercut»
4. «New Divide»
5. «Faint»
6. «Empty Spaces/When They Come For Me»
7. «Waiting for the End»
8. «Iridescent»
9. «Numb»
10. «The Radiance»
11. «Breaking the Habit»
12. «Shadow of the Day»
13. «Fallout»
14. «The Catalyst»
15. «The Messenger»
16. «In the End»
17. «What I've Done»
18. «Bleed It Out/A Place for My Head»

## Дати виходу
- Австралія — 1 квітня
- Японія — 20 квітня
- Європа — 6 червня